# Prévôté de Montréal
La prévôté de Montréal est une juridiction royale couvrant la cité coloniale de Montréal et le territoire de l'Île d'Orléans entre 1684 et 1760 à l'époque de la Nouvelle-France.

## Contexte historique
En 1663, la Nouvelle-France est dotée d'un système judiciaire semblable à celui de plusieurs provinces françaises. La justice se rend à trois niveaux : la justice royale, la justice seigneuriale et la justice de l'intendant. La séparation des pouvoirs n’existe pas encore ce qui fait que les responsabilités législatives, judiciaires et exécutives sont souvent exercées par une même personne. Le gouverneur agit comme procureur général de la colonie.

## Réforme judiciaire
La même année, le roi de France, Louis XIV établit une nouvelle institution judiciaire, le Conseil souverain de la Nouvelle-France, en avril 1663. La création de ce conseil signe la fin du contrat de la Compagnie de la Nouvelle-France, Les trois principaux personnages à y siéger sont le gouverneur, l'évêque et l'intendant. L'Intendant était responsable des affaires civiles, incluant l'administration de la justice et le développement du régime seigneurial, des finances et du commerce. 

## Prévôté en Nouvelle-France
La création des prévôtés découlent de cette réforme judiciaire. Chaque prévôté est dirigée par un prévôt, le plus souvent un lieutenant général faisant fonction de procureur du roi. Ils sont chapeautés par le procureur général. Les fonctions du procureur général, étaient de conduire les affaires du roi devant le Conseil souverain et de transmettre les édits et les ordonnances de ce conseil aux procureurs du roi de la Prévôté de Québec, de la prévôté de Montréal et des autres juridictions royales comme celle de Trois-Rivières ; il surveillait la conduite de ces procureurs dans l’exercice de leurs fonctions. De plus, le procureur général était consulté sur les points de la loi, prononçait les réquisitoires et formulait les conclusions que le Conseil supérieur suivait généralement.

## Prévôté de Montréal
La prévôté de Montréal fut un tribunal de première instance qui succéda au bailliage de Montréal et au tribunal seigneurial des Sulpiciens. Comme les autres tribunaux royaux de la Nouvelle France, la juridiction royale de Montréal connut en première instance toutes les causes autant civiles que criminelles, à l'exception des affaires relatives au commerce maritime et à la marine en général qui étaient du ressort d'abord de la Prévôté de Québec, puis, à partir de 1719, de l'Amirauté de Québec. 

## Personnalités de la prévôté de Montréal
- Charles Juchereau de Saint-Denis, Sieur de Beaumarchais (1655-1703), lieutenant général de la prévôté de Montréal. (Il est le frère aîné de l'explorateur Louis Juchereau de Saint-Denis.)
- Antoine Adhémar, Sieur de Saint-Martin (1639-1714), notaire et greffier à la prévôté de Montréal.
- François-Marie Bouat (1676-1726), lieutenant général de la Prévôté de Montréal et conseiller du roi.
- Pierre Raimbault (1671-1740), procureur du Roi à la Prévôté de Montréal ; subdélégué de l'intendant de Montréal ; lieutenant général civil et criminel de la Prévôté de Montréal.